# 水鈸
在鼓組中，水鈸是最小的重音鈸片。水鈸和中國鈸都是效果鈸的主要類型。
最常見的水鈸尺寸直徑為10"，然後是8"。大多數水鈸的尺寸範圍為6"到13"，但有些水鈸可小到4"。
一些製造商已經生產描述為22"的水鈸，但14"或更大的水鈸，更經常被描述為一個碎音鈸。
常用水鈸包括：
- 傳統的水鈸，重量適中，鈸面錐度很小或沒有鈸面錐度。
- 搖滾水鈸，重但往往有輕微的鈸面錐度。
- 中國水鈸。
- 薩爾薩水鈸。
- 薄水鈸。
- 鐘鈸。
- 專業疊鈸。

## 歷史
原始和傳統的水鈸，就像鼓組中的許多鈸類型一樣，是由金·克魯帕與Avedis Zildjian公司合作發明並命名的。
在20世紀20年代和30年代爵士音樂中廣泛使用時，這種傳統的水鈸多年來在主流音樂中都沒有出現，直到斯圖爾特科普蘭在警察樂隊演出，使其回到突出地位。由於他在亞洲旅行發現玩具鈸，他把它帶到Paiste。這是一個較重的水鈸，更適合這種風格的鼓樂，因此很快就可以開始被大量商業化。
水鈸發展的下一個階段是中國水鈸變得流行。這些為自己的鼓聲增加了一個新的維度，也導致了鈸疊的發展。
有其他幾種鈸現在被認為是屬水鈸的類別，例如鐘鈸和薩爾薩鈸。多年來在主流鼓手的鼓組和主要鈸製造商的目錄中悄然添加。今天，擴展的鼓組都是由各種各樣的水鈸組成的以優化鼓組。
- 金·克魯帕（英语：Gene Krupa）使用二個水鈸
- 斯圖爾特科普蘭（英语：Stewart Copeland）使用三個水鈸
- 戴夫·韋克爾（英语：Dave Weckl）使用背馱式水鈸（詳情如下）
- 麥克·波特諾使用堆疊式水鈸（詳情如下）

## 種類

### 傳統水鈸

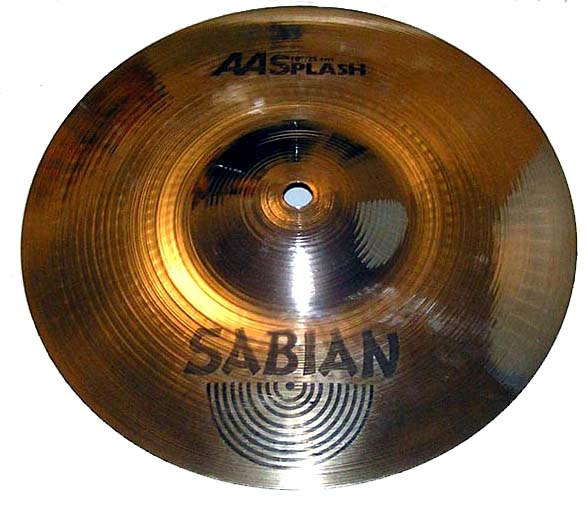
Sabian 10" AA Splash

傳統的水鈸，最初由金·克魯帕推廣，尺寸為8"-12"，重量適中，具備很少或沒有鈸面錐度，因此邊沿較厚。
水鈸的平常功能是提供短的，通常切分的重音。因為它們的大小，要產生短起音和衰減，需要相對較大力地擊打它們。它們傾向於具有很小的鈸面錐度以便為此提供必要的強度，鈸心與邊緣的厚度大致相同，導致音調豐富度有限。

### 搖滾水鈸
搖滾音樂家喜歡較重的水鈸，通常有輕微的鈸面，6英寸-12英寸大。在高音量時可發出更飽滿的聲音。

### 中國水鈸

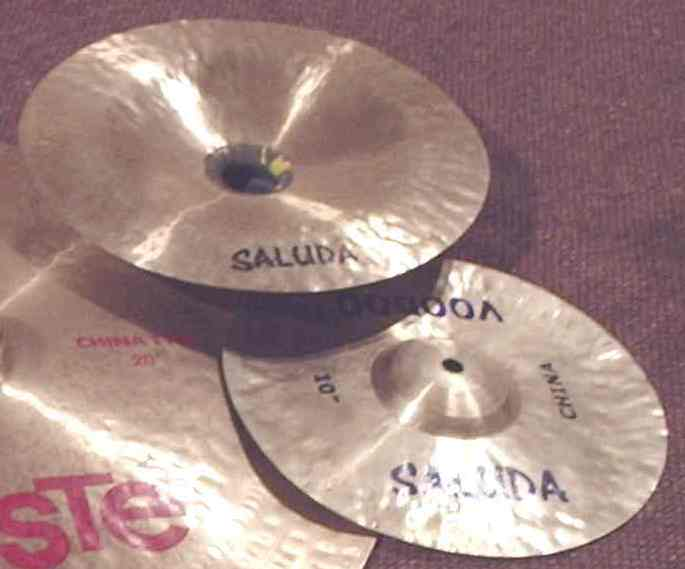
Saluda Voodoo 12" china 和 10" china splash，對比 Paiste 20" china

當用於鼓組時，小於14"的中國鈸通常被稱為中國水鈸，並且可以製成各種形狀和6"-12"的尺寸。
這個術語並不完全一致。例如，Sabian稱他們的圓鐘12"中國鈸是一個迷你中國鈸，同樣的設計也可以在14"的尺寸， Paiste Twenty系列有圓鐘形8"，10"和12"迷你中國鈸，而在Saluda Voodoo系列中，12"方鐘形中國鈸簡稱為中國鈸，而較重的10"圓鐘形型號稱為中國水鈸。這並非完全不合邏輯；許多這種鈸很少或沒有鈸面錐度，結果一些較重的中國水鈸，不像大多數水鈸，可以用作中等體積獨特的疊音鈸。
8英寸和10英寸的Sabian Rocktagon鈸片、八角形16英寸和18英寸Rocktagon碎音鈸的較小版本，有時被稱為中國水鈸，並具有延連的色調。
中國水鈸被用在Mike Portnoy的原始堆鈸中，並且以中國水鈸作為堆疊鈸中的上方鈸仍然很受歡迎。
例如:
- Hubei C series china 8" [3]
- Sabian AAX Mini Chinese 12" [4]
- Saluda Decadence China Blast 10"
- Paiste Twenty Mini China 8"

### 薩爾薩水鈸
薩爾薩水鈸是一種小鈸，主要與一組天巴鼓使用。使用鈸或牛鈴（但傳統上，從不兩者兼而有之）是許多風格的天巴鼓音樂演奏的基本部分。
例如：
Sabian El Sabor Salsa Splash 13"

### 薄水鈸
薄型水鈸的尺寸為8"-12"，具有明顯的鈸面錐度和類似於碎音鈸的聲音，而不是傳統的水鈸的聲音。它們很脆弱，不適合沒有經驗的鼓手，甚至只適合更安靜的演奏，一般只能用B20合金製造和用於更昂貴和專業的鈸系列。
在薄水鈸最薄且最脆弱的一端，與設計用於手拍而不是用鼓棍進行演奏的鈸相同，並且可以互換。在任何一種情況下，不小心使用鼓棍擊打會使薄水鈸裂開。

### 鐘鈸

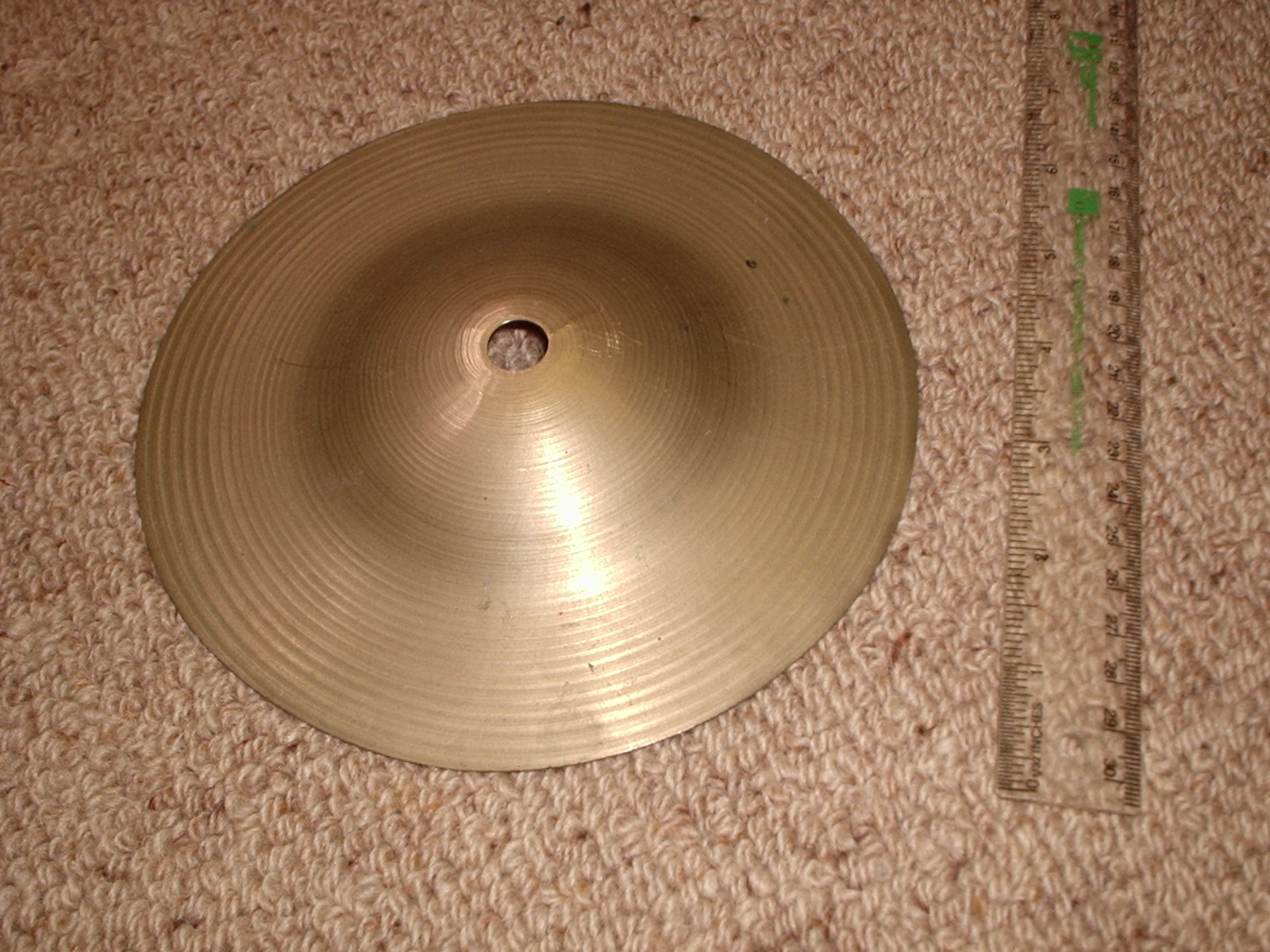
通過裁剪更大的鈸，製成的鐘形鈸

鐘鈸是一種非常厚的鈸，4英寸-8英寸或偶爾更大，呈現鐘鈴聲般的音調。paiste製造了一個13"的鐘鈸。
最早的鐘形鈸是通過切割一個較大的鈸製成的，特別是用於挽救從邊緣處嚴重分裂的鈸。
鐘形鈸的形狀有深而杯狀，形狀類似於教堂鐘形；有傳統的鈸形狀，幾乎是扁平的；更多的是介於兩者之間。

### 嘶嘶鈸

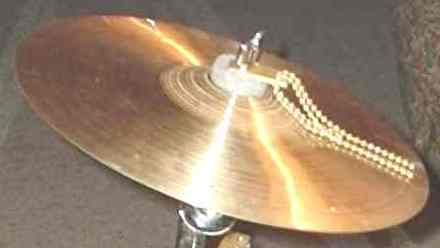
帶有延音珠鍊的Paiste 11" trad splash

小嘶嘶鈸和帶有延音珠鍊的水鈸片，比傳統的水鈸發出更加短暫，更加柔和的聲音。

### 疊鈸
專業的薄疊鈸，尺寸為8"-12"，專門用於堆疊式安裝，最常見的是作為上方的鈸。
它們可以單獨使用，或者以兩到三組的形式使用，包括較大的鈸主要用作下方的鈸或其中的鈸。這些疊鈸提供了新的聲音，但沒有取代使用中國鈸，碎音鈸或其他水鈸作為堆疊的上鈸的既定規則。一般來說，除了三鈸組合之外，三鈸組的設計可以使幾個可用的雙疊鑔疊加在上，並且所有這些組的大多數鈸也設計成與其他鈸疊放，從而提供非常廣泛的音調。
同樣，儘管這些鈸專門用於鈸疊，但許多鼓手仍然使用中國鈸或水鈸作為上鈸。
例如：
- Sabian Max Stax High 8" [8]
- Paiste Noise Works Tripple Raw Smash 12"，14"，14" [9]

## 安裝
由於水鈸使用的多樣性和小尺寸，水鈸以多種方式安裝。一些常見的方法是：
- 在一個單獨的吊桿架上。由於鈸的重量輕，這可以安裝在相對較輕的結構而沒有配重。
- 在連接到支架上的輔助臂上，輔助臂主要用於支撐鼓或其他更大的鈸。這是水鈸的傳統安裝方法。
- 安裝在附連到小鼓邊沿或天巴鼓的輔助吊桿上。這對於演奏拉丁節奏特別受歡迎。
- 通過搭載在更大的鈸上。如果它們不會影響對方的音調和損壞，兩個鈸必須用額外的氈隔開。
- 通過使用雙支架，將頂鈸安裝在支架的延伸部分上，替換保持底鈸的翼形螺母。這些是可商購獲得的，但更常見的是在單支架上添加附件。
- 作為堆疊中的上鈸，其中另一個鈸故意與水鈸接觸。

- 在一個單獨的吊桿架上
- 附在另一個桿架上
- 附著在軍鼓邊緣
- 在雙支架上

這些技術很少用於水鈸之外的鈸，特別是堆疊和背馱式。由於其他類型的鈸重量，僅限於水鈸能安裝在邊沿上的吊桿，但傳統上，其他用作重音效果輕量樂器偶爾會安裝在低音鼓後緣頂部，以及安裝在其他鼓上的類似支架，特別是牛鈴和/或梆子。

### 堆疊

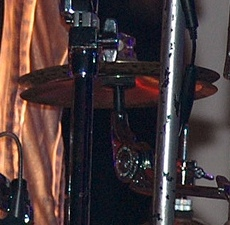
邁克·波特諾伊（Mike Portnoy）在傳統水鈸上堆疊了一個中國水鈸, 見上文

堆疊是安裝互相接觸的兩個或更多鈸的組合，從而產生不同於任何其中一個鈸的聲音。效果類似於鬆散閉合的腳踏鈸，或者在極端情況下可以替代視為嘶嘶聲鈸的，使上鈸喧響。確切的效果取決於安裝螺栓的張力，並且一些組合可以有不同變化，從非常短的緊縮聲到更長的嗡嗡聲。
這項技術是由Dave Weckl，Mike Portnoy和其他人開創的，最初使用中國水鈸作為上鈸。Portnoy安裝了兩個鈸鈸心都向上，沒有間氈，以最大化它們之間的接觸，並選擇足夠不同輪廓的鈸，以確保接觸不足以完全阻塞它們。
隨著技術的成熟，鈸製造商引入了專門用於堆疊的疊鈸。然而，使用中國水鈸作為上鈸、碎音鈸、其他水鈸作為上鈸舊的舊技術也仍然很受歡迎。
堆疊不應該與背馱式混淆，其中上鈸是鈸心向下，下鈸鈸心向上，鈸之間使用間距氈，防止任何接觸。

### 背馱式

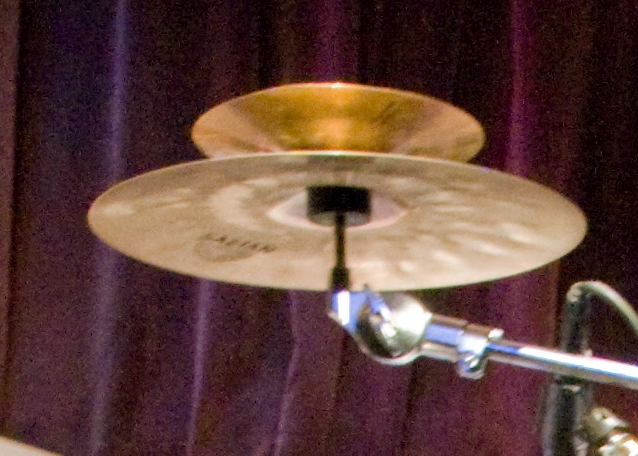
Dave Weckl在傳統水鈸上背馱鐘鈸，見上文

背馱式是一種安裝水鈸的方法，主要用於小水鈸，只需將其倒置在另一個鈸上方，與另一個鈸共用安裝螺栓及其護套、墊圈（如使用）和翼形螺母。間隔氈通常用於分隔兩個鈸，用作下鈸的頂氈和上鈸的底氈，以避免兩個鈸裂開。
這種技術與堆疊之間存在本質區別。疊鈸產生的聲音與鈸單獨產生的聲音不同。背馱式是一種不會產生任何鈸音調重大差異的主要安裝方法，像雙支架一樣。
背馱式安裝的優點是：
- 比其他方法只需要最小的安裝空間，因此產生更緊湊的鼓組件。
  - 允許鼓手在單個動作中在背馱式的兩個鈸之間移動。
  - 在空間非常有限的場地演奏的鼓手可使用更多的配件。
  - 在非常大的擴展套鼓中，它允許在鼓手的範圍內有更多的鈸。
- 需要很少或不用額外的設備，只需要鈸本身，通常需要一個額外的氈，以便在鈸之間留出間距。
  - 更快的安裝和卸除。
  - 更輕的鼓盒。
  - 少買配件。
- 可以通過省去間隔毛氈來輕輕地連接兩個鈸（但是這可能會造成損壞，並且可能會使兩個鈸的任何保修都無效）

缺點是：
- 需要將上鈸安裝在鈸心上。
  - 可能產生一種不是所有鼓手都喜歡的雜亂音調。
  - 將邊緣不置於設計師想棍子擊打的位置上，經常導致損壞。許多水鈸的邊緣尺寸相對較厚，並且可以承受能撞破碎音鈸的力度，但是通常不能將鈸心向下安裝。
- 限制下鈸的演奏，通常甚至不能演奏它的鈸心。
- 限制任何一個鈸阻尼的調整。兩個鈸的安裝螺栓張力和毛氈的尺寸是相同的，因為安裝螺栓、翼形螺母和毛氈都在兩個鈸之間共用。

許多中國水鈸和一些鐘形水鈸設計為安裝鈸心在上，特別適合背馱式安裝。然而，除了背馱式安裝外，其他的镲片很少安裝在鈸心上。
大多數但不是所有鼓手都在兩個鈸的鈸心之間放置了額外的氈，以避免鈸之間的任何直接接觸並保持每個鈸的音調。然而，如果不使用額外毛氈，則鈴聲之間的輕微接觸僅會巧妙地影響每個鈸的音調，並且一些鼓手會喜歡產生的音調連接。初學者有時會完全出於另一個原因使用這種技術：安裝螺栓可能不夠長，不能安裝額外的毛氈、或者他們在購買第一次水鈸時可能根本就沒有買過毛氈。不幸的是，金屬與金屬的接觸以及演奏上翻的水鈸邊緣都會降低鈸的壽命，特別是在初學者的手中。
背馱式的下鈸通常是碎音鈸，或者通常是疊音鈸，但是可以使用更大的水鈸甚至是中國鈸。從理論上講，上鈸可以是任何足夠小的鈸，以允許演奏下鈸，但實際上幾乎總是譁眾取寵。